# Un tueur à gages à Trinita
Pour plus de détails, voir Fiche technique et Distribution.
Un tueur à gages à Trinita (Un bounty killer a Trinità) est un western spaghetti italien sorti en 1972, réalisé par Oscar Santaniello. Ce film présente des scènes tirées de deux films produits par Santaniello, Sartana, pistolet pour cent croix et Black Killer, et la réalisation est en fait assurée par Joe D'Amato.

## Synopsis
La ville de Trinita est assiégée par une bande de hors-la-loi dirigée par les frères Sancho et Paco, avec la complicité de Pizarro, gérant du saloon et de la moitié de la ville, aspirant à tout posséder. Celui-ci déjoue les tentatives des autorités pour arrêter les bandits, qui n'hésitent pas à tuer un garçon envoyé pour demander de l'aide et à kidnapper la fille de Sam, un mineur devenu riche afin de l'amener à révéler où il a caché l'or accumulé pendant toute sa vie. Finalement, à contrecœur, les autorités décident de faire appel à un tueur à gages, Alan Boyd, équipé d'un riche arsenal (dont une arbalète médiévale « aussi mortelle qu'une Winchester ») qui exige des honoraires élevés pour son travail : trente mille dollars de salaire, deux mille dollars de récompense et toutes les primes sur les bandits. Une fois arrivé, il reçoit des informations utiles du croque-mort, son vieil ami, et d'Annie, la fille du saloon, sur les plans louches de Pizarro.
Informés par Pizarro, les hommes de Sancho tentent de tuer Alan, qui les élimine et récupère la prime, parvient à libérer Sam et sa fille. Au cours de l'affrontement l'un des frères bandits survit miraculeusement. Pizarro est tué ; Boyd se rend ensuite à la cachette des bandits et utilise l'arbalète pour les éliminer. Alors qu'il est remercié par les anciens de Trinita, arrive un envoyé d'une ville voisine assiégée par des bandits, qui demande de l'aide à Alan, lequel repart alors immédiatement.

## Fiche technique
- Titre français : Un tueur à gages à Trinita ou Un bounty killer à Trinita
- Titre original italien : Un bounty killer a Trinità
- Réalisation : Oscar Santaniello (sous le pseudo d'Oskar Faradine)
- Scénario : Aristide Massaccesi, Romano Scandariato (it)
- Genre : western spaghetti
- Musique : Vasili Kojucharov (it)
- Production : Transglobe Italiana
- Photographie : Aristide Massaccesi
- Montage : Piera Bruni, Gianfranco Simoncelli
- Durée : 88 min
- Décors, costumes : Osanna Guardini
- Maquillage : Corrado Blengini
- Pays de production :  Italie
- Langue originale : italien
- Dates de sortie : 
  - Italie : 1972
  - France : 14 mai 1975[1]

## Distribution
- Jeff Cameron : Alan Boyd
- Enzo Pulcrano (it) (sous le pseudo de Paul McCren) : Sancho
- Antonio Cantafora : Pizarro
- Attilio Dottesio : l'avocat
- Calogero Caruana (sous le pseudo de Ted Jones) : Paco
- Carla Mancini : la fille du saloon
- Silvio Klein : le shérif
- Ari Hanow : Willy, le croque-mort
- Pat Minar
- Emanuele Seguino